# Rambla Carbonera

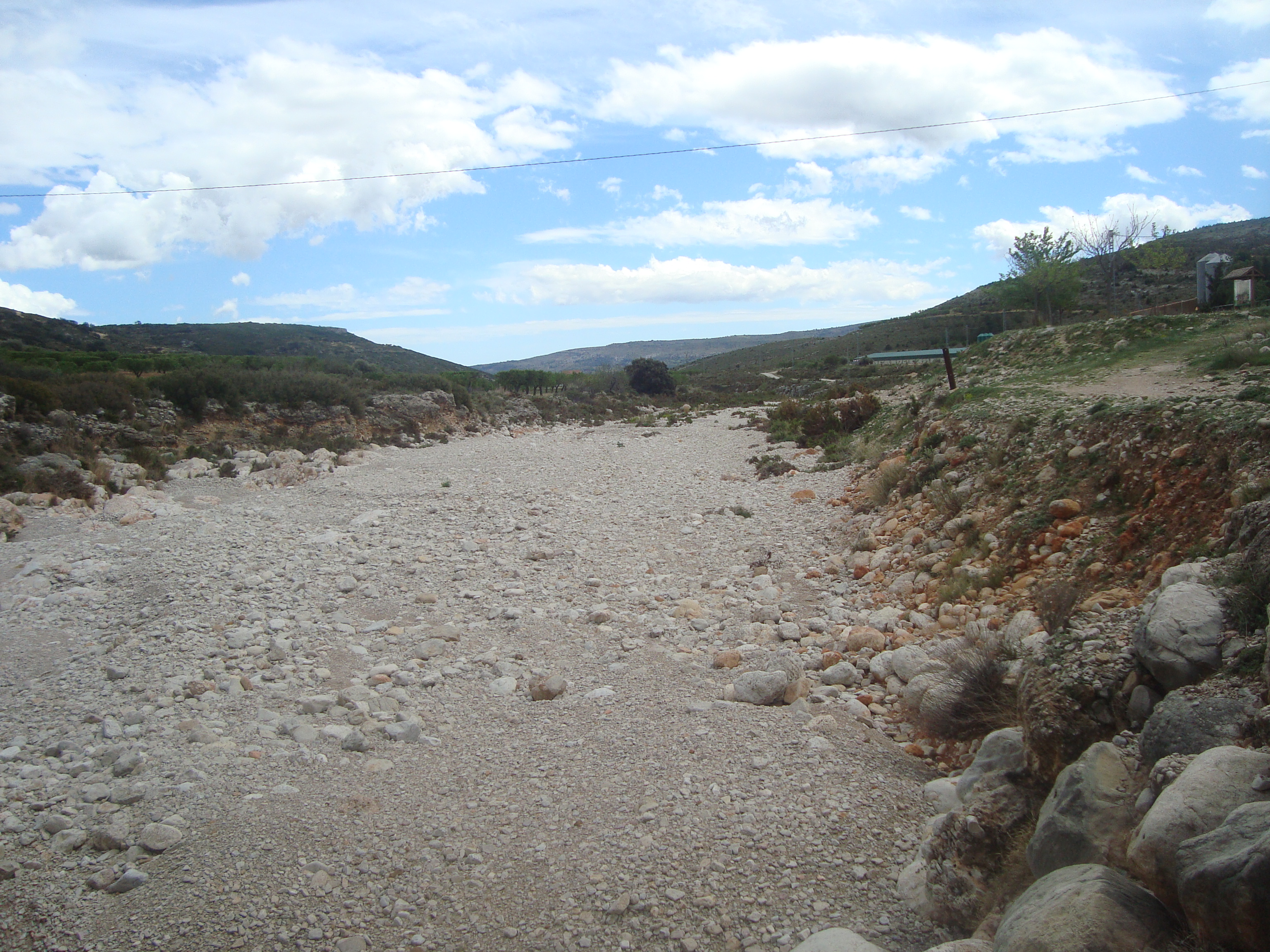
Rambla Carbonera

La rambla Carbonera és un corrent d'aigua discontinu de la província de Castelló.
Naix al vessant sud de la Mola d'Ares (1.371 m) i recorre la comarca de l'Alt Maestrat en direcció sud en el primer tram i est al segon (a partir de Benassal). Una vegada surt de l'escarpat terreny del Maestrat i entra al pla d'Albocàsser, pren direcció sud per a encarar-se envoltat per les serres de la Serra d'en Galceran a l'est i l'Esparreguera a l'oest cap a la confluència amb el riu de Montlleó on formaran la rambla de la Vídua, afluent del Millars.